# Проста година
Проста година је година која има 365 дана, за разлику од преступних година које имају 366 дана. У простој години месец фебруар има 28 дана. У простој години се не примењује интеркалационо правило.
Да би година била проста по грегоријанском календару мора бити испуњен један од следећих услова:
- година није дељива са 4 или
- година је дељива са 4 и са 100, а притом није дељива са 400 (нпр. 1900. година испуњава овај услов, што значи да је проста, а не преступна).

Проста година увек почиње и завршава се истог дана у недељи. Исто тако:

-јануар и октобар почињу увек на исти дан у недељи,

-фебруар, март и новембар почињу увек на исти дан у недељи,

-април и јул почињу увек на исти дан у недељи,

-септембар и децембар почињу увек на исти дан у недељи.